# Pherhimius
Pherhimius là một chi bọ cánh cứng trong họ 
Elateridae.
Chi này được miêu tả khoa học năm 1942 bởi Fleutiaux.

## Các loài
Các loài trong chi này gồm:
- Pherhimius dejeani (Candèze, 1857)
- Pherhimius fascicularis (Fabricius, 1787)